# SN 1998Q
SN 1998Q – supernowa odkryta 27 stycznia 1998 roku w galaktyce A133246-3137. W momencie odkrycia miała maksymalną jasność 18,50m.